# Neomochtherus indianus
Neomochtherus indianus là một loài ruồi trong họ Asilidae. Neomochtherus indianus được Ricardo miêu tả năm 1919. Loài này phân bố ở miền Ấn Độ - Mã Lai.